# Hesperochernes globosus
Espèce
Synonymes
- Chelifer globosus Ellingsen, 1910

Hesperochernes globosus est une espèce de pseudoscorpions de la famille des Chernetidae.

## Distribution
Cette espèce est endémique du Mexique.

## Description
Le mâle holotype mesure 2,14 mm.

## Publication originale
- Ellingsen, 1910 : Die Pseudoskorpione des Berliner Museums. Mitteilung aus dem Zoologischen Museum in Berlin, vol. 4, p. 357-423 (texte intégral).